# Amel Mekić
Amel Mekić (Sarajevo, 21 de septiembre de 1981) es un deportista bosnio que compitió en judo. Ganó una medalla de oro en el Campeonato Europeo de Judo de 2011, en la categoría de –100 kg.

## Palmarés internacional
| Campeonato Europeo | Campeonato Europeo | Campeonato Europeo | Campeonato Europeo |
| Año                | Lugar              | Medalla            | Categoría          |
| ------------------ | ------------------ | ------------------ | ------------------ |
| 2011               | Estambul (Turquía) | Medalla de oro     | –100 kg            |